# Религијски ционизам
Религијски ционизам (хебр. צִיּוֹנוּת דָּתִית, Tziyonut Datit) идеологија је која комбинује ционизам и ортодоксни јудаизам. Присталице се називају „национално религиозни” (Dati Leumi), док су у Израелу најпознатији по дијелу тог појма у множини „религиозни” (Datiim). Заједница се понекад назива „плетена кипа” (хебр. כִּפָּה סְרוּגָה‎, Kippah seruga), по типичној капи коју носе јеврејски мушкарци.
Прије успостављања Државе Израел, религијски ционисти су углавном били Јевреји посматрачи који су подржавали напоре циониста у изградњи јеврејске државе у Земљи Израел.
Идеологија се врти око три стуба: Земља Израел, Народ Израела и Тора Израела.
Хардал (хебр. חרדי לאומי‎, Ḥaredi Le'umi) подгрупа су која је строжија у поштовању, а више „статична” у својој политици (они који су слабији у поштовању — не нужно и либералнији — неформално се називају dati lite).